# 오세강
오세강(吳世剛 1961년 12월 24일 ~ )은 대한민국의 드라마 연출가, 드라마 기획가이다.

## 출연작

### 드라마
- 1994년 SBS 《세 남자 세 여자》
- 1995년 SBS 《다시 만날 때까지》
- 1996년 SBS 《남자 대탐험》
- 1997년 SBS 《여자》
- 1998년 SBS 《7인의 신부》
- 1999년 SBS 《그녀의 선택》
- 2000년 SBS 《여자만세》
- 2002년 SBS 《지금은 연애중》
- 2003년 SBS 《백수탈출》
- 2005년 SBS 《내사랑 토람이》
- 2005년 SBS 《핑구어리》
- 2005년 SBS 《여왕의 조건》
- 2006년 SBS 《게임의 여왕》
- 2008년 SBS 《아내의 유혹》
- 2009년 SBS 《천사의 유혹》
- 2009년 SBS 《크리스마스에 눈이 올까요?》
- 2010년 SBS 《산부인과》
- 2010년 SBS 《사랑의 기적》
- 2010년 SBS 《자이언트》
- 2010년 SBS 《여자를 몰라》
- 2010년 SBS 《닥터 챔프》
- 2010년 SBS 《시크릿 가든》
- 2012년 SBS 《내 사랑 나비부인》
- 2015년 SBS 《내마음 반짝반짝》
- 2018년 SBS 《착한마녀전》

### 영화
- 1990년 영화 《오세암》